# Gram-negative bakterier
 Denne artikel bør gennemlæses af en person med fagkendskab for at sikre den faglige korrekthed.

Gram-negative bakterier er en klasse af bakterier, som er kendetegnet ved, at de, i modsætning til de gram-positive bakterier, ikke farves blå ved en gramfarvning. De bliver i stedet for røde eller lyserøde.

## Kendetegn
Man finder almindeligvis følgende kendetegn hos de Gram-negative bakterier:
1. Cellevæggen indeholder nogle få lag af peptidoglycan
2. Cellerne er omgivet af en ydre membran, der består af lipopolysaccharider; disse omgiver peptidoglycan-lagene.
3. I den ydre membran findes poriner, der virker som porer for bestemte molekyler.
4. Der findes et "periplasmatisk mellemrum" mellem cellevæggen og den ydre membran.
5. Hvis der findes en flagel, har den fire støtteringe i stedet for to .
6. Der er ingen teikoidsyrer.
7. Lipoproteiner er fæstnet til polysakkaridstrukturen.

### Eksempler på gram-negative bakterier
Disse udgøres af et stort antal forskelligartede bakterier, som ofte tilhører tarmfloraen eller er direkte sygdomsfremkaldende for mennesker.
- Escherichia coli (E. coli), Salmonella, Shigella, andre Enterobacteriaceae, Pseudomonas, Moraxella, Helicobacter, Stenotrophomonas, Bdellovibrio, Eddikesyrebacterier, Legionella , cyanobakterier, spirokæter, svovlbakterier
- Neisseria gonorrhoeae, Neisseria meningitidis
- Haemophilus influenzae, Klebsiella pneumoniae, Legionella pneumophila, Pseudomonas aeruginosa, Proteus mirabilis, Enterobacter cloacae, Serratia marcescens, Helicobacter pylori, Salmonella enteritidis, Salmonella typhi, Acinetobacter baumannii